# Gloxinella
Gloxinella es un género monotípico de plantas herbáceas perteneciente a la familia Gesneriaceae. Su única especie: Gloxinella lindeniana (Regel) Roalson & Boggan, es originaria de América.

## Descripción
Son hierbas perennifolias con hábitos terrestres, con un débil tallo con rizomas escamosos. Tiene el tallo erecto, con indumento velloso. Las hojas son opuestas , pecioladas , con 6-8 pares de venas. Flores axilares solitarias, y  llamativas. Sépalos libres. Corola campanulada. El fruto es una cápsula ovoide a elíptica carnosa, dehiscente con semillas numerosas , diminutas , rómbicas , en general, elipsoides y  casi tan anchas como largas. El número de cromosomas : 2n = 26.

## Distribución y hábitat
Durante mucho tiempo , la especie solo se conocía de un material cultivado de origen desconocido, pero recientemente se ha redescubierto en el Perú (Cajamarca ). Probablemente, tiene los mismos hábitos que el género Gloxinia.

## Etimología
El nombre del género es un diminutivo de la nombre genérico Gloxinia. 

## Taxonomía
G. lindeniana ha rebotado entre Gloxinia y Kohleria durante mucho tiempo . En este último género se alojó en una sección independiente (Kohleria secc. Gloxinella H.E.Moore) . De acuerdo con los datos moleculares, no se ajusta a ninguno de estos géneros. Por lo tanto, la sección fue elevada al rango de género (al Roalson et al. 2005a , b, Boggan 2006). 

## Sinonimia
- Gloxinia lindeniana (Regel) Fritsch
- Kohleria lindeniana (Regel) H.E.Moore
- Tydaea lindeniana Regel basónimo[1]